# Pepita Rollán
Pepita Rollán (Madrid, 1920-28 de julio de 1994) fue una soprano española de zarzuela, popular en las décadas de 1930 y 1940. Fue la primera mujer en fundar su propia compañía lírica y también creó la Compañía de Ópera Pepita Rollán.

## Trayectoria
Sus primeras lecciones de canto las recibió de la profesora Rosario Cárceles, escritora española que compuso sainetes líricos como Si te ves en la calle... presentado en 1936 en el Teatro de la Comedia de Madrid. Con seis años, Rollán ya ascendió a solista de un coro. Actuó en numerosas funciones benéficas hasta su debut con Doña Francisquita en el Teatro Calderón. En 1935, con quince años, fue la soprano más joven en encarnar este papel protagonista. En 1936, Rollán estrenó La mejor del barrio, de Patricio Muñoz Aceña, en el Teatro Fontalba. Y, al año siguiente, en 1937, interpretó la Romanza húngara del compositor Juan Dotras Vila en el Teatro Pardiñas. Además, durante esta época formó parte de la Compañía Lírica del Teatro Pardiñas y actuó en numerosos festivales.
Tras la guerra civil española, Rollán estrenó en 1939 Monte Carmelo, una zarzuela de Federico Moreno Torroba, junto a los cantantes Selica Pérez Carpio y Luis Sagi-Vela. La crítica valoró positivamente su actuación, señalando que recibió algunas de las ovaciones más destacadas de la noche y reconociendo la calidad de su interpretación vocal. Ese éxito estuvo acompañado de otros debuts como La reina chulapa de Juan Dotras Vila, o Manuelita Rosas de Francisco Alonso.  
En 1943, actuó por primera vez en el Teatro de la Zarzuela interpretando La ilustre moza con la compañía de Moreno Torroba, encabezada por la cantante María Espinalt. Tras ello, encarnó a la protagonista de Marina y continuó su relación con el teatro incluso tras su retirada, participando en la temporada de 1950-1951. Ese mismo año, estrenó una obra póstuma del compositor José Derrano, La venta de los gatos, a petición de su familia. En la producción, llevada a cabo en el Teatro Madrid, participaron Cora Raga, Pablo Gorgé y Pablo Vidal.
Rollán fue la primera mujer en fundar una compañía lírica en España. Dentro de esta agrupación, participaron figuras como José María Aguilar, Elio Guzmán o Aníbal Vela. También creó la Compañía de Ópera Pepita Rollán, con la que recorrió todo el país. Actuó en teatros internacionales de Cuba y México, y en teatros europeos de Francia, Alemania e Italia, debutando con ópera y zarzuela. En 1949, se retiró de los escenarios, en pleno éxito y dejando contratos pendientes en varias capitales europeas. Su presencia escénica se resumió a la participación en homenajes como el del compositor Federico Moreno Torroba, o en producciones concretas.

## Reconocimientos
El 17 de julio de 1941, se hizo una función de homenaje a Pepita Rollán en el Teatro Tívoli de Barcelona. Además, tras el estreno de Mariana entre 1942 y 1943, la crítica destacó su presencia escénica y solidez interpretativa. Fue incluida en Protagonistas de la lírica de 1939, un estudio de Julio Huélamo Kosta para Documentos para la historia del teatro español, del Centro de Documentación Teatral del Ministerio de Cultura.

## Obra
- Grabó 12 discos con obras de Falla y de Granados.[2]